# Бригадировка (Ульяновская область)
Бригадировка — село в Мелекесском районе Ульяновской области России. Входит в состав Старосахчинского сельского поселения.

## География
Село находится в восточной части Левобережья, в лесостепной зоне, в пределах Низкого Заволжья, на берегах реки Тии, на расстоянии примерно 11 километров (по прямой) к северо-востоку от города Димитровграда, административного центра района. Абсолютная высота — 64 метра над уровнем моря.
Климат
Климат характеризуется как умеренно континентальный, с тёплым летом и умеренно холодной зимой. Средняя температура воздуха самого тёплого месяца (июля) — 20 °C (абсолютный максимум — 39 °C); самого холодного (января) — −13,8 °C (абсолютный минимум — −47 °C). Продолжительность безморозного периода составляет в среднем 131 день. Среднегодовое количество атмосферных осадков составляет 406 мм. Снежный покров образуется в конце ноября и держится в течение 145 дней.
Часовой пояс
Село Бригадировка, как и вся Ульяновская область, находится в часовой зоне МСК+1. Смещение применяемого времени относительно UTC составляет +4:00.

## История
Точных данных основания села нет. 
Во время Крестьянской войны (1773—1775) восставшие заняли Бригадировку, а карательные отряды правит. войск сожгли её. 
В 1780 году, при создании Симбирского наместничества, село Богородское, что была деревня Языкова, помещичьих крестьян, вошла в состав Ставропольского уезда, в котором жило 191 человек.
В 1859 году на средства прихожан была построена деревянная Казанская церковь. В 1908 году была построена каменная церковь. 
На 1889 год село Бригадировка (Языково) в Ставропольском уезде Самарской губернии, имелось: церковь, церковно-приходская школа, имение П. М. Немировича-Данченко, изготавливаются сани, дровни, полозья, колёса, вёдра, бочки и прочее. В селе в 213 дворах жило 1395 человек. 
Лето 1900 года будущий писатель Алексей Толстой провёл в Бригадировке (ныне Мелекесского района), где познакомился с Юлией Рожанской (будущая жена), которая играла в любительском театре, и влюбился в неё без памяти. 

## Население
| 1859 | 1889 | 1897  | 1910  | 2010 |
| ---- | ---- | ----- | ----- | ---- |
| 1072 | ↘956 | ↗1243 | ↗1518 | ↘469 |

Национальный состав
Согласно результатам переписи 2002 года, в национальной структуре населения русские составляли 88 % из 599 чел.

## Известные уроженцы
- Барсуков, Иван Антонович (1895 — 1957) — советский организатор военного производства, генерал-майор инженерно-артиллерийской службы (1944).